# Aderus modestus
Aderus modestus é uma espécie de inseto besouro da família Aderidae. Foi descrita cientificamente por Maurice Pic em 1922.

## Distribuição geográfica
Habita nos Camarões.